# Pennewang
Pennewang ist eine Gemeinde in Oberösterreich im Bezirk Wels-Land im Hausruckviertel mit 1048 Einwohnern (Stand 1. Jänner 2024).

## Geografie
Pennewang liegt rund fünfzehn Kilometer westlich von Wels. Der größte Teil des Gemeindegebietes wird vom Imhartingerbach entwässert. Im Süden fließt der Zeilinger Bach, im Westen berührt der Grünbach die Gemeindefläche. Diese Bäche fließen in einer Höhe von weniger als 400 Meter über dem Meer. Die höchste Erhebung ist der Krailberg im Südosten mit 504 Meter.
Die Ausdehnung beträgt von Nord nach Süd 7,4 und von West nach Ost 4,6 Kilometer mit einer Fläche von 18 Quadratkilometer. Mehr als zwei Drittel sind landwirtschaftliche Nutzfläche, etwa ein Viertel ist bewaldet.

### Gemeindegliederung
Das Gemeindegebiet umfasst folgende 27 Ortschaften (in Klammern Einwohnerzahl Stand 1. Jänner 2024):
- Arbing (18)
- Bachstätten (21)
- Braunberg (24)
- Breitenau (48)
- Dirnberg (10)
- Felling (87)
- Graben (13)
- Horning (5)
- Kohlgrub (11)
- Krexham (90)
- Mitterfils (37)
- Nölling (23)
- Oberfils (13)
- Parzham (17)
- Pennewang (188)
- Pimming (37)
- Pühret (29)
- Rosenberg (47)
- Schmitzberg (15)
- Schneiting (30)
- Staffel (116)
- Stürzling (10)
- Unterfils (8)
- Unterwald (33)
- Weinzierl (9)
- Weißbach (27)
- Wiesham (82)

Die Gemeinde besteht aus den Katastralgemeinden Breitenau, Felling, Krexham und Staffl.

### Nachbargemeinden
|                        | Offenhausen                                 |             |
| Bachmanning            | Kompassrose, die auf Nachbargemeinden zeigt | Gunskirchen |
| Neukirchen bei Lambach | Edt bei Lambach                             |             |

## Geschichte
Eine Besiedlung zur Römerzeit belegt der Fund eines 138 Zentimeter hohen Grabaltars, der sich heute im Landesmuseum Linz befindet. Erstmals urkundlich erwähnt wurde Pennewang 877 in einer Schenkungsurkunde an das Stift Kremsmünster. Das Gut Breitenau wird 987 als Besitz des Stiftes St. Peter in Salzburg genannt. Bis heute hat sich der Eigentümer nicht geändert. Im Jahr 1355 gab es in Pennewang eine Kirche, die als Tochterpfarre von Pichl bei Wels bezeichnet wurde. Im 15. Jahrhundert wird Pennewang Vikariat und 1595 eine selbständige Pfarre. Das Pfarrgebiet umfasste damals auch Bachmanning. Dieses Gebiet wurde 1784 selbständig.
Im Dezember 1933 wurde der Bauernsohn Johann Breitwieser aus Mitterfils im Kreisgericht Wels wegen Mordes zum Tode verurteilt, aber fünf Minuten vor der Hinrichtung zu lebenslanger Haft begnadigt. Da es sich dabei um den ersten Standgerichtsprozess nach Verhängung des Standrechtes durch die Regierung Dollfuß II handelte (siehe Todesstrafe in Österreich 1933 bis 1938), wurde über den Fall in allen großen österreichischen Zeitungen detailliert berichtet.
Nach dem Anschluss Österreichs an das Deutsche Reich am 13. März 1938 gehörte der Ort zum Gau Oberdonau. Nach 1945 erfolgte die Wiederherstellung Oberösterreichs.
Die Gemeinde gehörte bis 2012 zum Gerichtsbezirk Lambach und ist seit dem 1. Jänner 2013 Teil des Gerichtsbezirks Wels.

### Einwohnerentwicklung
1991 hatte die Gemeinde laut Volkszählung 813 Einwohner, 2001 dann 859 Einwohner.

## Kultur und Sehenswürdigkeiten

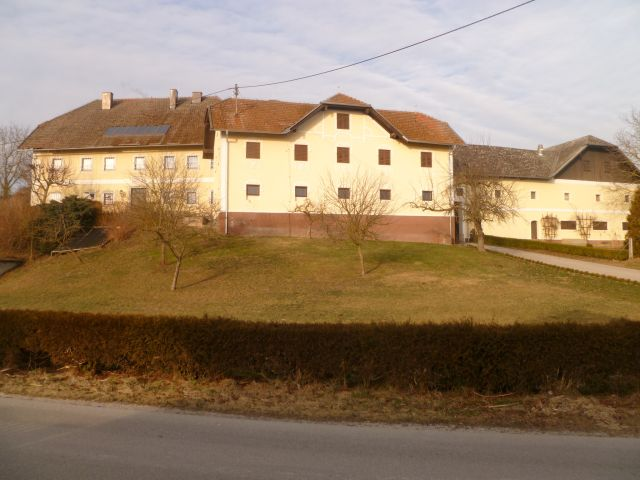
Schloss Breitenau

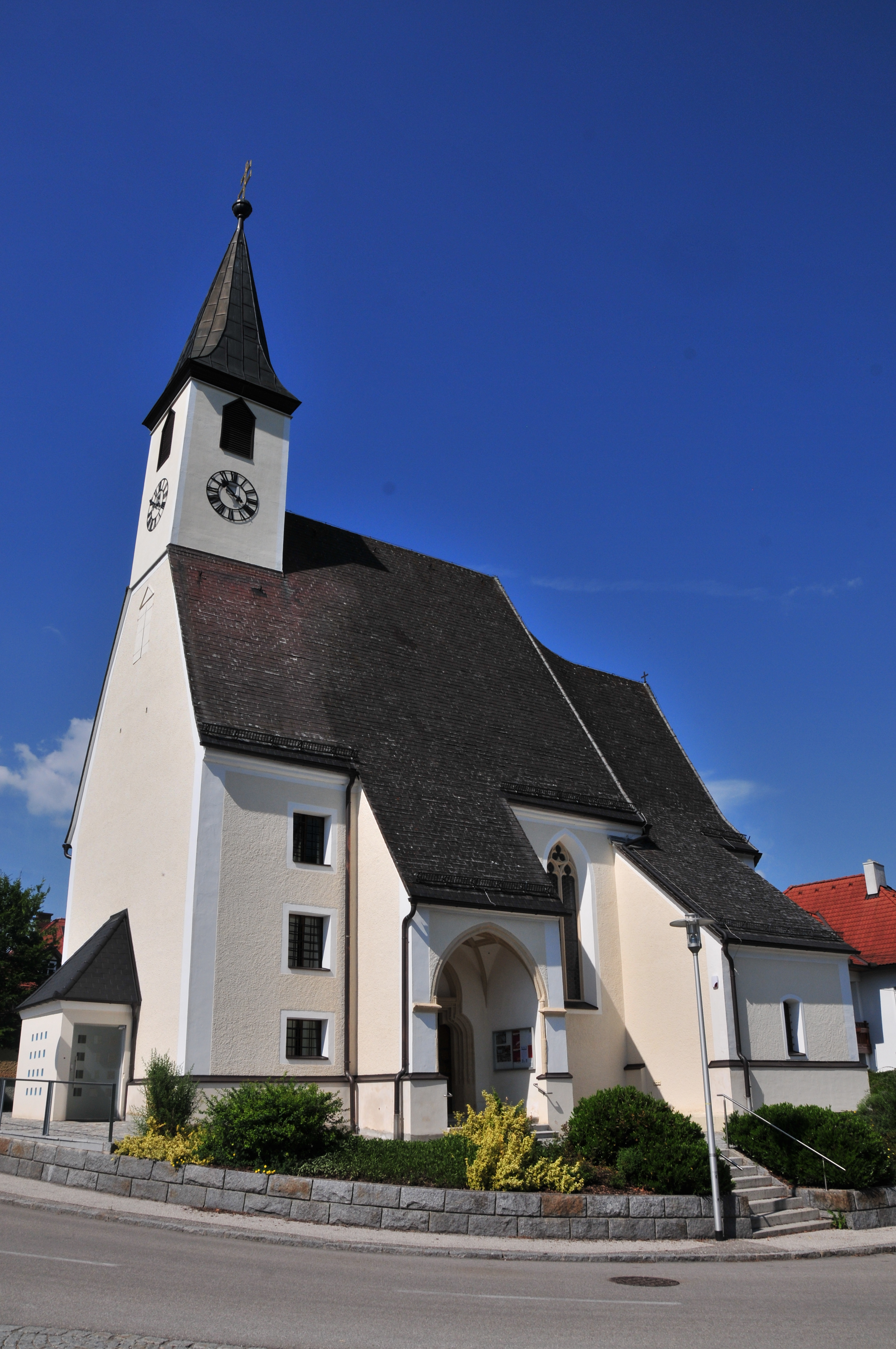
Pfarrkirche Pennewang

- Schloss Breitenau
- Katholische Pfarrkirche Pennewang

## Wirtschaft und Infrastruktur

### Wirtschaftssektoren
Von den 51 landwirtschaftlichen Betrieben des Jahres 2010 waren 29 Haupterwerbsbauern. Im Produktionssektor arbeiteten 26 Erwerbstätige im Bereich Herstellung von Waren. Die wichtigsten Arbeitgeber des Dienstleistungssektors waren die Bereiche Handel (29) und soziale und öffentliche Dienste (17 Mitarbeiter).
| Wirtschaftssektor            | Anzahl Betriebe | Anzahl Betriebe | Erwerbstätige | Erwerbstätige |
| Wirtschaftssektor            | 2011            | 2001            | 2011          | 2001          |
| ---------------------------- | --------------- | --------------- | ------------- | ------------- |
| Land- und Forstwirtschaft 1) | 51              | 69              | 42            | 57            |
| Produktion                   | 9               | 9               | 29            | 47            |
| Dienstleistung               | 38              | 25              | 69            | 53            |

1) Betriebe mit Fläche in den Jahren 2010 und 1999

### Arbeitsmarkt, Pendeln
Im Jahr 2011 lebten 466 Erwerbstätige in Pennewang. Davon arbeiteten 100 in der Gemeinde, mehr als drei Viertel pendelten aus.

## Politik

### Gemeinderat
Der Gemeinderat hat 13 Mitglieder.
- Mit den Gemeinderats- und Bürgermeisterwahlen in Oberösterreich 1997 hatte der Gemeinderat folgende Verteilung: 9 ÖVP, 2 FPÖ und 2 SPÖ.
- Mit den Gemeinderats- und Bürgermeisterwahlen in Oberösterreich 2003 hatte der Gemeinderat folgende Verteilung: 9 ÖVP, 3 SPÖ und 1 FPÖ.
- Mit den Gemeinderats- und Bürgermeisterwahlen in Oberösterreich 2009 hatte der Gemeinderat folgende Verteilung: 9 ÖVP, 2 FPÖ und 2 SPÖ.
- Mit den Gemeinderats- und Bürgermeisterwahlen in Oberösterreich 2015 hatte der Gemeinderat folgende Verteilung: 10 ÖVP, 2 FPÖ und 1 SPÖ.
- Mit den Gemeinderats- und Bürgermeisterwahlen in Oberösterreich 2021 hat der Gemeinderat folgende Verteilung: 9 ÖVP, 2 SPÖ und 2 FPÖ.[9][10]

| Partei | 2015    | 2015    | 2009  | 2009    | 2003  | 2003    | 1997  | 1997    |
| Partei | Prozent | Mandate | %     | Mandate | %     | Mandate | %     | Mandate |
| ------ | ------- | ------- | ----- | ------- | ----- | ------- | ----- | ------- |
| ÖVP    | 70,83   | 10      | 64,26 | 9       | 68,22 | 9       | 67,32 | 9       |
| SPÖ    | 12,16   | 1       | 17,47 | 2       | 20,93 | 3       | 14,29 | 2       |
| FPÖ    | 17,02   | 2       | 18,27 | 2       | 10,85 | 1       | 18,40 | 2       |

### Bürgermeister
Bürgermeister seit 1855 waren:
- 1855–1858 Georg Bayrhuber
- 1858–1861 Mathias Muggenhuber
- 1861–1870 Josef Mittermaier
- 1870–1873 Peter Obermair
- 1873–1877 Johann Panst
- 1877–1879 Mathias Stöger
- 1879–1888 Johann Baldinger
- 1888–1891 Ignaz Kies
- 1891–1894 Jakob Neidl
- 1894–1897 Ignaz Kies
- 1897–1900 Franz Aicher
- 1900–1903 Mathias Muggenhuber
- 1903–1906 Johann Aicher
- 1906–1910 Josef Oberndorfer
- 1910–1912 Johann Oberndorfer
- 1912–1919 Mathias Muggenhuber
- 1919–1924 Josef Humer
- 1924–1929 Mathias Waldenberger
- 1929–1942 Franz Oberndorfer
- 1942–1945 Franz Payrhuber
- 1945–1946 Franz Roithner
- 1946–1955 Franz Schedlberger
- 1955–1973 Karl Fuchshuber
- 1973–1997 Maximilian Pühretmayr
- 1997–2015 Hermann Lidauer (ÖVP)
- seit 2015 Franz Waldenberger (ÖVP)[16]

### Wappen
Offizielle Beschreibung des Gemeindewappens: In Gold auf grünem Hügel sitzend ein rotes, linksgewendetes Eichhörnchen, das in den Vorderläufen eine grüne Nuss hält; darüber zwei schwarze, schräggekreuzte Schlüssel.
Die Gemeindefarben sind Grün-Gelb.
Die Schlüssel im 1987 verliehenen Wappen verweisen auf das Stift St. Peter in Salzburg, das seit über tausend Jahren im Besitz des Gutes Breitenau ist. Das Eichhörnchen stammt aus dem Wappen Jörg Treytelkhofers, eines Pflegers am Gut Breitenau, dessen Grabstein aus dem Jahre 1453 sich an der Außenmauer der Pfarrkirche befindet. Der Hügel symbolisiert die Höhenlage der Gemeinde.

## Persönlichkeiten

### Söhne und Töchter der Gemeinde
- Heinrich Kurz (1943–2016), Physiker